# Medborgarhuset, Säffle
Medborgarhuset i Säffle är ett medborgarhus i Säffle, vilket invigdes 1965. Det är beläget vid Byälven i centrala Säffle och inhyser bland annat Säffle Kulturskola och Säffleoperan.
Medborgarhuset ritades av stadsarkitekten Carl Waldenström.